# Hinckange

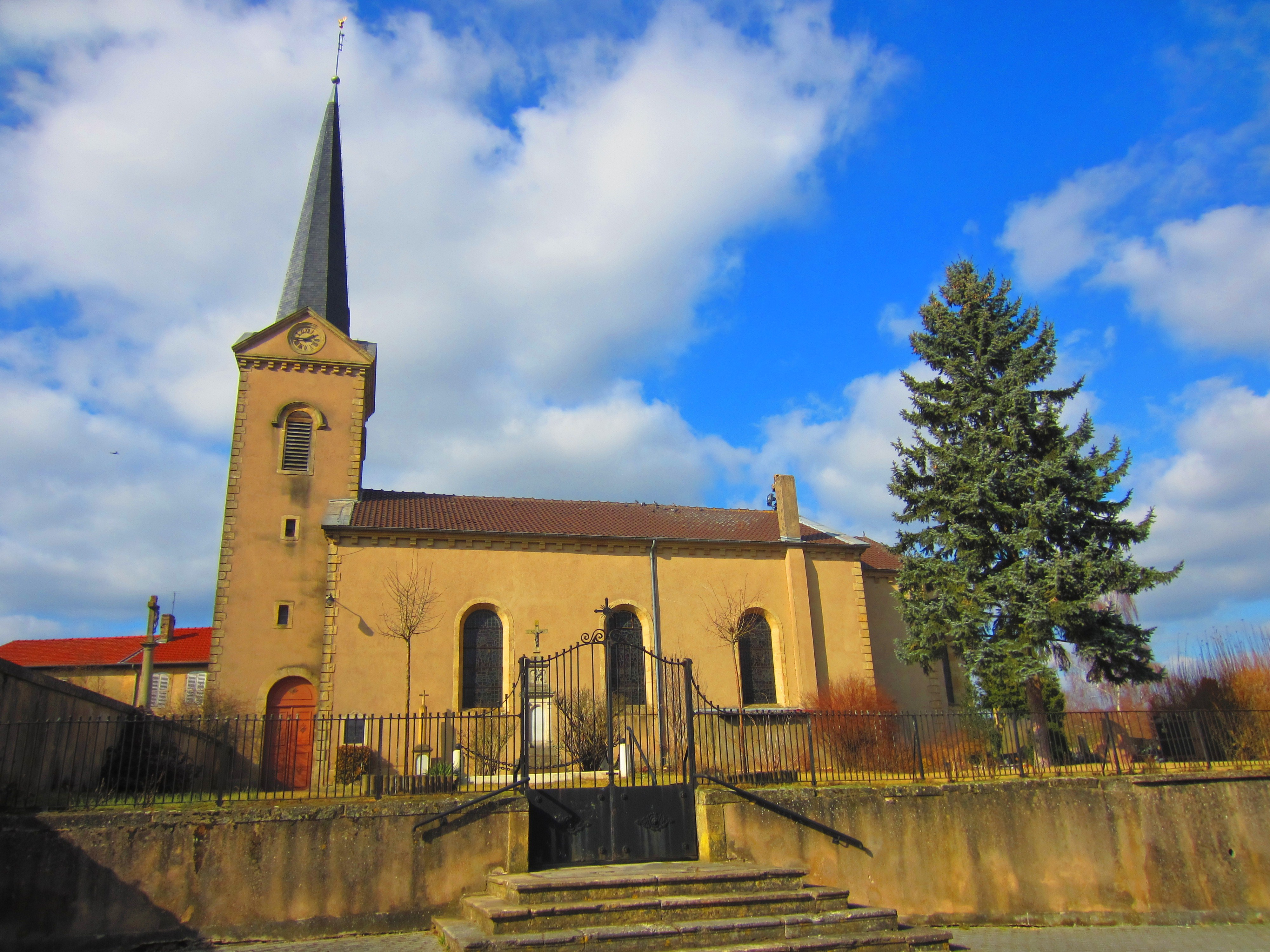
Kerk van Sainte-Lucie/Sankt Lucia

Hinckange (Duits: Heinkingen ) is een gemeente in het Franse departement Moselle (regio Grand Est) en telt 286 inwoners (1999). De plaats maakt deel uit van het arrondissement Forbach-Boulay-Moselle.

## Geografie
De oppervlakte van Hinckange bedraagt 6,1 km², de bevolkingsdichtheid is 46,9 inwoners per km².
De onderstaande kaart toont de ligging van Hinckange met de belangrijkste infrastructuur en aangrenzende gemeenten.

## Demografie
Onderstaande figuur toont het verloop van het inwonertal (bron: INSEE-tellingen).